# Masaaki Nishimori
Masaaki Nishimori (西森 正明 Nishimori Masaaki?), född 12 mars 1985 i Kumamoto prefektur, är en japansk fotbollsspelare.
Nishimori började sin karriär 2007 i Rosso Kumamoto (Roasso Kumamoto). Han spelade 100 ligamatcher för klubben. Efter Roasso Kumamoto spelade han för FC Kagoshima, V-Varen Nagasaki och Renofa Yamaguchi FC. Han avslutade karriären 2014.